# 刘琴
刘琴（1971年—），安徽淮南人，回族，中华人民共和国政治人物、第十二届全国人民代表大会安徽地区代表。

## 生平
2013年，被选为全国人大代表。2018年2月24日，当选为第十三届全国人大代表。